# Paul Claudel

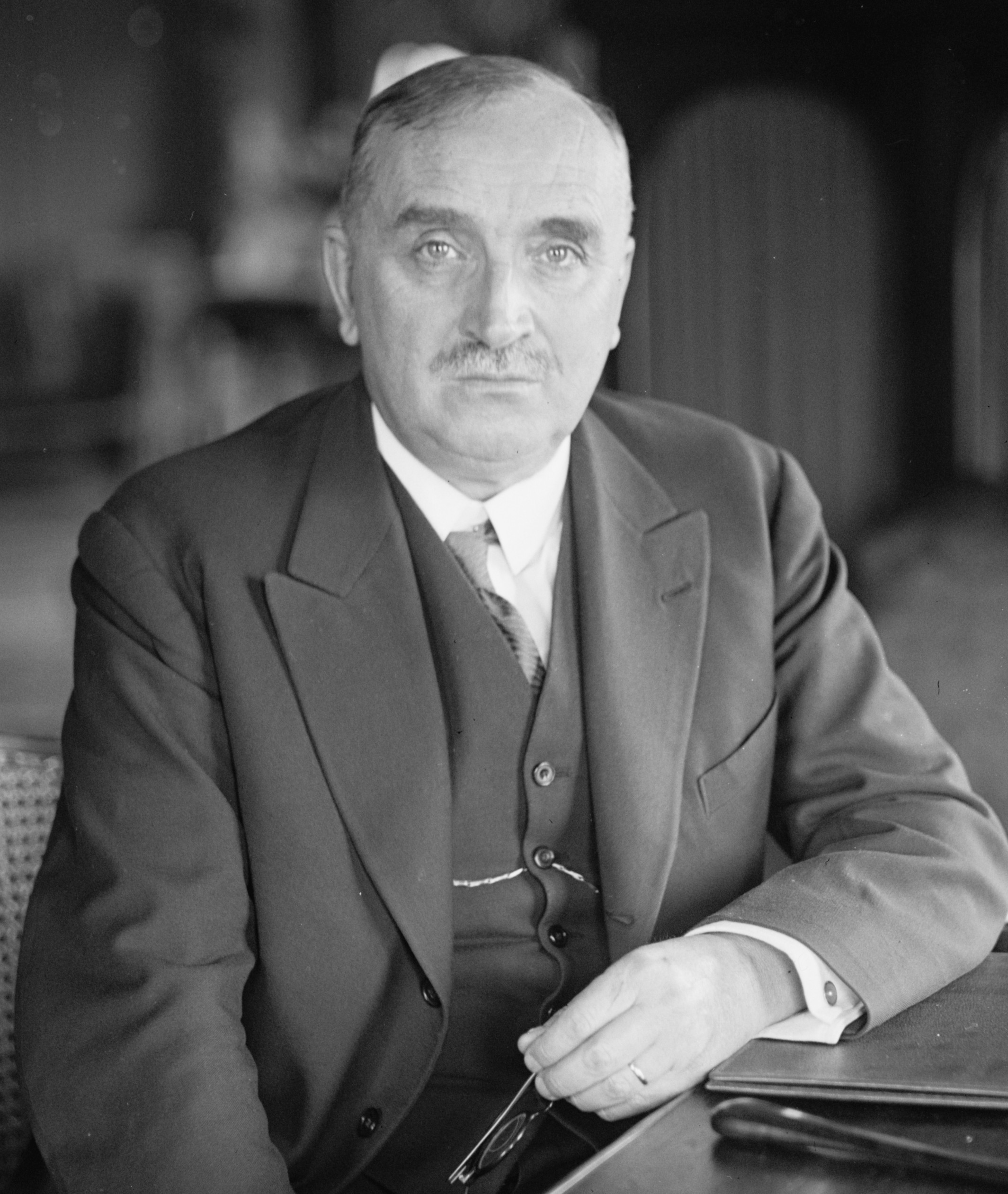
Paul Claudel (1927)

Paul Claudel (* 6. August 1868 in Villeneuve-sur-Fère; † 23. Februar 1955 in Paris) war ein französischer Schriftsteller, Dichter und Diplomat.

## Leben und Werk
Paul Louis Charles Marie Claudel wuchs auf in der ländlichen Picardie als Sohn eines aufgeklärt-positivistisch denkenden Kataster-Beamten und als jüngerer Bruder der späteren Bildhauerin Camille Claudel und verbrachte seine letzten Schuljahre auf dem Pariser Traditionsgymnasium Louis-le-Grand. Mit 18 Jahren hatte er bei der Vesper zu Weihnachten in der Pariser Kathedrale Notre-Dame (als die Sängerknaben das Magnificat sangen) ein Erlebnis religiöser Bekehrung; fortan war er gläubiger Katholik und Benediktineroblate.
Nach Abschluss eines Studiums an der École libre des sciences politiques (Sciences po), während dessen er bereits Gedichte schrieb und dem Kreis um Mallarmé angehörte, dachte er daran, fernöstliche Sprachen zu studieren. Er bewarb sich dann jedoch für eine Ausbildung als Diplomat im konsularischen Dienst, in dem er bis zu seiner Pensionierung gewissenhaft tätig war. So war er von 1893 bis 1895 als Diplomat in den USA, von 1895 bis 1909 in China (Shanghai, Fuzhou, Peking, Tientsin) und danach in Prag, jeweils kürzere Zeit in Deutschland, Brasilien und Dänemark. In den Jahren 1919–1920 gehörte er der „Internationalen Kommission für die Überwachung des Plebiszits in Schleswig“ an. Von 1921 bis 1927 arbeitete er in Japan,  wo er sich für die Verstärkung der kulturellen Beziehungen zwischen beiden Ländern einsetzte. So geht auf ihn die Einrichtung des Maison Franco-Japonaise zurück. Seine Vorträge und Schriften fasste er 1928 zusammen in L’Oiseau noir dans le soleil levant („Ein schwarzer Vogel in der aufgehenden Sonne“). Anschließend war er nochmals in den USA (1927–1933) und schließlich in Belgien.
Das trotz seiner bewegten Existenz sehr umfangreiche literarische Schaffen Claudels, für das er jeweils die ersten Stunden seines Arbeitstags reservierte, umfasst Lyrik, Philosophisch-Essayistisches – stark beeinflusst von seinen Fernost-Aufenthalten – und vor allem Theaterstücke. Diese verfasste er in einer pathetisch-lyrischen Sprache und unter Verzicht auf eine spannende Handlung. Im Mittelpunkt steht zumeist das Motiv des Sich-Aufopferns im Sinne einer religiös inspirierten Moral.
Das bekannteste und am häufigsten aufgeführte Stück ist das 1911/12 verfasste, im Mittelalter spielende L’Annonce faite à Marie (Mariä Verkündigung). Einigermaßen bekannt wurde auch die fast sechs Jahrzehnte (von 1812 bis 1869) überspannende Trilogie L’Otage (Die Geisel) 1909, Le Pain dur (Das harte Brot) 1914 und Le Père humilié (Der gedemütigte Vater) 1916. Als sein Hauptwerk gilt jedoch das im spanischen 16. Jahrhundert spielende Stück Le Soulier de satin (Der seidene Schuh) 1925, ein immens langes, die Summe von Claudels Denken präsentierendes Drama, das erst am 27. November 1943 in einer von ihm selbst und dem Regisseur Jean-Louis Barrault stark gestrafften Version zur Aufführung kam und dessen weitere Aufführung im Mai 1944 von den deutschen Besatzungsbehörden verboten wurde. Als Librettist trat Claudel im dramatischen Oratorium Jeanne d’Arc au bûcher und mit mehreren Operntexten für Darius Milhaud hervor. 
Seine Schwester Camille Claudel, die in der psychiatrischen Anstalt von Montdevergues verhungerte, besuchte er nur ein einziges Mal, etwa einen Monat vor ihrem Tod.
Seine Werke waren beeinflusst von den Arbeiten des Philosophen und Literaturnobelpreisträgers Henri Bergson. Claudel wird zum Renouveau catholique gezählt. Er wurde von den 1920er bis 1940er Jahren im katholischen Milieu sehr geschätzt, aber auch von anderen Lesern und von der Literaturkritik hoch bewertet und 1946 mit der Aufnahme in die Académie Française belohnt. Er war auch Träger des Großkreuzes der Ehrenlegion. 1932 wurde er in die American Academy of Arts and Sciences gewählt. Nach dem Zweiten Weltkrieg geriet er allmählich in Vergessenheit.

## Werke
- 1886 Pour la messe des hommes
- 1887 L’Endormie
- 1887 Le sombre mai
- 1888 Une mort prématurée
- 1889 Dans l’île de Wight
- 1890 Tête d’or (1ère version)
- 1893 La Ville (1ère version)
- 1895 Vers l’exil
- 1900 Connaissance de l’Est (1ère partie)
- 1900 L’Échange (1ère version)
- 1901 L’Arbre
- 1901 Tête d’or (2e version)
- 1901 La jeune fille Violaine (1ère version)
- 1901 La Ville (2e version)
- 1901 Le repos du septième jour
- 1903 Développement de l’Église
- 1904 Connaissance du temps
- 1905 Poèmes de la Sexagésime
- 1906 Partage de Midi
- 1907 L’Art poétique
- 1907 Processionnal pour saluer le siècle nouveau
- 1911 L’Otage
- 1911 Sous le signe du dragon
- 1912 L’annonce faite à Marie
- 1913 Cinq grandes odes pour saluer le nouveau siècle
- 1913 Trois poèmes de guerre
- 1913 Corona benignitatis anni Dei
- 1913 La jolie foi de mon enfance
- 1913 Ma conversion
- 1913 Protée
- 1914 L’offrande au temps
- 1915 La nuit de Noël 1914
- 1916 Autres poèmes pendant la guerre
- 1917 L’homme et son désir
- 1918 Le pain dur
- 1919 La messe là-bas
- 1919 L’Ours et la Lune
- 1920 Le Père humilié
- 1921 L’ode jubilaire
- 1922 La femme et son ombre (1ère version)
- 1925 Feuilles de Saints
- 1926 La parabole du festin
- 1926 Protée (2e version)
- 1926 Idéogrammes occidentaux
- 1926 La femme et son ombre (2e version)
- 1926 La jeune fille Violaine (2e version)
- 1927 Cent phrases pour éventail
- 1927 Deux farces lyriques
- 1927 L’oiseau noir dans le soleil levant
- 1928 Positions et propositions I.
- 1928 Sous le rempart d’Athènes
- 1929 Le livre de Christophe Colomb (vertont von Darius Milhaud: Christophe Colomb)
- 1929 Le soulier de satin (vertont von Marc-André Dalbavie: Le soulier de satin)
- 1931 Le symbolisme de La Salette
- 1931 La cantate à trois voix
- 1932 Religion et poésie
- 1934 La légende de Prakriti
- 1934 Le festin de la sagesse
- 1934 Positions et propositions II.
- 1935 Introduction à la peinture hollandaise
- 1935 Le livre de Tobie
- 1935 Un poète regarde la Croix
- 1935 Conversations dans le Loir-et-Cher
- 1936 Toi, qui es-tu ?
- 1936 Dodoitzu
- 1936 Figures et paraboles
- 1937 Aegri somnia
- 1937 Les aventures de Sophie
- 1937 Vitraux
- 1938 La danse des morts
- 1938 La mystique des pierres précieuses
- 1938 Une saison en enfer
- 1938 Jeanne au bûcher
- 1939 La prophétie des oiseaux
- 1939 L’Épée et le Miroir
- 1939 Sur la peinture espagnole
- 1940 Contacts et circonstances
- 1941 Présence et prophétie
- 1942 Seigneur, apprenez-nous à prier
- 1945 Visages radieux
- 1946 L’œil écoute
- 1946 La Rose et le Rosaire
- 1946 Le livre de Job
- 1947 Discours et remerciements
- 1947 La lune à la recherche d’elle-même
- 1948 Paul Claudel interroge le Cantique des Cantiques
- 1948 Quatre-vingts ans
- 1949 Emmaüs
- 1949 Le bestiaire spirituel
- 1949 Le ravissement de Scapin
- 1949 Partage de midi (2e version)
- 1949 Accompagnements
- 1951 L’Échange (2e version)
- 1951 L’Évangile d’Isaïe
- 1951 Camille Claudel
- 1952 Paul Claudel interroge l’Apocalypse
- 1954 Mémoires improvisés (entretiens avec Jean Amrouche)
- 1955 J’aime la Bible
- 1968 Journal I (1904–1932) (posthume)
- 1969 Journal II (1933–1955) (posthume)

## Übersetzungen ins Deutsche (Auswahl)
- Das Libretto von Walter Braunfels’ Oper Die Verkündigung (komponiert 1935, uraufgeführt in Köln 1948) beruht auf einer deutschen Übersetzung von Claudels Drama L’annonce faite à Marie.
- Schrei aus der Tiefe. Eine Auswahl aus den frühen Dichtungen von Paul Claudel. Die Gedichte übertragen von Franz Fassbinder, die Prosastücke von Klara Fassbinder. Textzeichnung von Kurt Pohle. Paderborn 1948, Schöningh-Verlag[4]
- Die Messe von Paul Claudel. Übertragen und eingeleitet von Klara Maria Faßbinder. Leipzig 1956, St.-Benno-Verlag[5]
- Die sieben Busspsalmen mit einer Gewissenserforschung. Frei übertragen von Paul Claudel. Ins Deutsche übertragen von Klara Marie Fassbinder und Robert Kohlstadt. Paderborn 1956, Schöningh-Verlag[6]
- Der Kreuzweg, von Paul Claudel. Übers. und Anmerkungen K. M. Faßbinder. Thomas-Verlag, Zürich und Schöningh, Paderborn, 14. Aufl. 1960 (Imprimatur 1938)[7]

## Nachwirkung
- Ein Zyklus von 14 Aquarellen des Künstlers Ervin Bossányi zu Claudels Verkündigung befindet sich im Besitz des St.-Annen-Museums in Lübeck.
- Im Dezember 2004 ehrte die Claudel-Gesellschaft La Société Paul Claudel den Maler Götz von Seckendorff (1889–1914), der einige Werke Claudels illustriert hatte, in Bulletin No 176: Hommage à Götz von Seckendorff.
- Claudels Schauspiel Mittagswende (1905) spielt eine wichtige Rolle in Harald Eckers Roman Schmählich (2015).
- Die Dramatikerin Anja Hilling übertrug zwei Stücke Paul Claudels in eine archaische Zukunft: Mittagswende. Die Stunde der Spurlosen (2017) und Teile (hartes Brot) (2021).